# Helmut Hüther
Helmut Hüther (* 5. Juni 1926 in Frankenthal; † 27. April 1991 ebenda) war ein deutscher Politiker (SPD).

## Leben und Beruf
Dem Besuch der Volksschule von 1933 bis 1941 in Frankenthal schloss sich von 1941 bis 1944 der Besuch der Berufsschule Frankenthal und eine Schlosserlehre an, die 1944 mit der Facharbeiterprüfung endete.
Von 1944 bis 1948 war er als Werkzeugschlosser tätig. Im Anschluss bis 1957 war er Lehrlingsausbilder in einer Lehrwerkstatt in Frankenthal. Im Jahr 1957 wurde er Mitarbeiter der IG Metall als Geschäftsführer und erster Bevollmächtigter der IG Metall in Frankenthal. Seit 1965 arbeitete er als Mitglied des Beirats der IG Metall und seit 1964 als Vorstandsmitglied im REFA-Bezirksvorstand Frankenthal.

## Partei
Hüther war seit 1946 Mitglied der SPD. Er war von 1946 bis 1952 Vorsitzender der Falken in Frankenthal. Von 1955 bis 1971 war er stellvertretender Vorsitzender und im Anschluss bis 1977 Vorsitzender des SPD-Ortsvereins Frankenthal.

## Abgeordneter
Hüther wurde zum ersten Mal bei der Landtagswahl 1971 in den Rheinland-Pfälzischen Landtag gewählt und gehörte diesem für vier Wahlperioden vom 18. Mai 1971 bis 2. Juni 1987 an. In der 7. und 8. Wahlperiode war er Mitglied im Sozialpolitischer Ausschuss bzw. Ausschuss für Soziales, Gesundheit und Sport. In der 9. und 10. Wahlperiode arbeitete er im Ausschuss für Umwelt und im Petitionsausschuss. In der 10. Wahlperiode darüber hinaus im Rechtsausschuss.
Er war 1984 Mitglied der 8. Bundesversammlung.
Von 1952 bis 1991 gehörte er dem Stadtrat von Frankenthal an. Zeitweise war er Fraktionsvorsitzender der SPD. Von 1969 bis 1971 war er Mitglied des Bezirkstags der Pfalz.

## Ehrungen
- Bundesverdienstkreuz am Bande (1979)
- Bundesverdienstkreuz Erster Klasse (1987)
- Dr.-Johann-Christian-Eberle-Medaille
- Freiherr-vom-Stein-Plakette
- Bürgerplakette der Stadt Frankenthal

## Sonstige Mitgliedschaften
Hüther war Alternierender Vorsitzender der Vertreterversammlung der AOK Vorderpfalz und Mitglied im Aufsichtsrat der Klein, Schanzlin & Becker AG (Frankenthal).
Seit 1945 war er Mitglied der IG Metall. Seit 1965 Mitglied des Beirats der IG Metall und seit 1957 Erster Bevollmächtigter in der IG Metall für den Bereich Frankenthal, Grünstadt, Eisenberg, Kirchheimbolanden. Seit 1963 war er Vorsitzender der Freireligiösen Gemeinde Frankenthal und seit 1985 der Landesgemeinde.
Sein Nachlass ist im Stadtarchiv Frankenthal überliefert.